# The Image Maker
The Image Maker è un film muto del 1917 diretto da Eugene Moore che aveva come protagonisti Valkyrien e Harris Gordon.

## Trama
L'incontro in Florida tra John Arden e l'attrice Marion Bell si rivela essere qualcosa di diverso da una qualsiasi altra storia romantica: i due innamorati scoprono, consultando un libro sull'antico Egitto, di essere la reincarnazione di Tsa e Ashubetis, due amanti egiziani dal destino infelice. Anche John e Marion restano divisi quando lei è costretta ad andare in Egitto al seguito di una troupe cinematografica. John, però, la segue. I due si ritrovano davanti alla tomba del principe Tsa, il figlio del faraone: lì, i due amanti rinnovano il giuramento di non separarsi mai.

## Produzione
Il film fu prodotto da Edwin Thanhouser per la Thanhouser Film Corporation.
Parte delle scene vennero girate in Florida, a Jacksonville.

## Distribuzione
Non esistono dati di copyright del film.
Distribuito dalla Pathé Gold Rooster Play (Pathé Exchange), il film uscì nelle sale cinematografiche statunitensi il 21 gennaio 1917.
Nella scheda della Library of Congress, non appaiono dati sulla conservazione della pellicola. Su Silent Era, copie del film esistono nell'archivio della John E. Allen, Incorporated e in un archivio privato non identificato.